# Gliese 902
Gliese 902 (GJ 902 / HD 222237 / HIP 116745 / LHS 3994) es una estrella situada en la constelación de Tucana. De magnitud aparente +7,09, es demasiado tenue para ser observada a simple vista. Se encuentra a 37,1 años luz de distancia del sistema solar.
De tipo espectral K3V, Gliese 902 es una enana naranja que, como el Sol, obtiene su energía de la fusión nuclear del hidrógeno en helio. Más fría y menos luminosa que nuestra estrella, sus características son semejantes a las de ε Indi, en la misma constelación aunque mucho más próxima a la Tierra.
Gliese 902 tiene una temperatura superficial de 4762 K y brilla con una luminosidad equivalente al 16% de la luminosidad solar.
Su diámetro es un 71% del diámetro solar y su masa es un 72% de la del Sol.
Gliese 902 tiene una baja metalicidad —abundancia relativa de elementos más pesados que el helio—, la cual, dependiendo de la fuente consultada, se sitúa entre el 26% y el 49% de la del Sol. Por el contrario, presenta unos contenidos de magnesio y aluminio sólo ligeramente inferiores a los solares.
Asimismo, presenta un contenido de litio tan bajo que no es mensurable.